# Anna Fredrika Ehrenborg
Anna Fredrika Ehrenborg, född Carlqvist 15 mars 1794 i Hammarö, död 20 maj 1873 i Linköping, var en svensk författare.

## Biografi
Anna Fredrika Carlqvist föddes 15 mars 1794 i Hammarö socken utanför Karlstad (Källa: Hammarö (S) C:2 (1781–1822) sid 59). Hennes föräldrar var handlanden i Karlstad Nils Carlqvist och hans hustru Anna Christina Reimer (Källa: födelsebok för Hammarö samt SBL 12). Fadern dog när hon var tre år och då blev hon placerad i bokbindaren Jacob Åkerbergs hem. 
Hon gifte sig då hon var sjutton år med Casper Ehrenborg och blev i äktenskapet mor till bland andra Betty Ehrenborg och Ulla Bring. Hon beklagade mycket sin obildning, men kompenserade den genom flitiga självstudier. Hon ville och kunde förmedla de kunskaper hon förvärvat. Emellertid ställdes hon 1823 ensam med fem barn då maken dog helt plötsligt.
Efter makens död blev hon intresserad av swedenborgianismen, tillhörde en tid de geijerska kretsarna i Uppsala, utgav flera religiösa skrifter, bland annat om swedenborgianismen, barnberättelser, reseskildringar med mera. Hon betraktades som en av sin tids främsta förespråkare för swedenborgianismen.

### Redaktörskap
- Barnvännen för 1851 och 1852 : med en musikbilaga. Stockholm: P. A. Huldberg. 1851. Libris 10699396
- Strödda uppsatser rörande Swedenborgs drömmar 1744. Christianstad. 1860. Libris 571346